# Proacidalia aurea
Proacidalia aurea är en fjärilsart som beskrevs av Tutt 1896. Proacidalia aurea ingår i släktet Proacidalia och familjen praktfjärilar. Inga underarter finns listade i Catalogue of Life.